# 龙归站
龙归站是广州地铁3号线的一座车站，车站位于中国广东省廣州市白雲區106國道高橋西路口南側，于2010年10月30日随3号线北延段开通而启用。

## 車站結構

### 車站樓層
龙归站共设两层，地面为106国道、高橋西路、龍歸墟以及其它建筑，地下一層為站廳；地下二層為3號線站台層。
| 地下一层 | 站厅     | 售票機、客服中心、商店、警务室、安检设施 |  |  |
| 地下二层 | 2 站台   | █3号线 机场北方向（下站：人和）          |  |  |
|          | 岛式站台 |                                          |  |  |
|          | 1 站台   | █3号线 海傍方向（下站：嘉禾望岗）        |  |  |

### 站厅

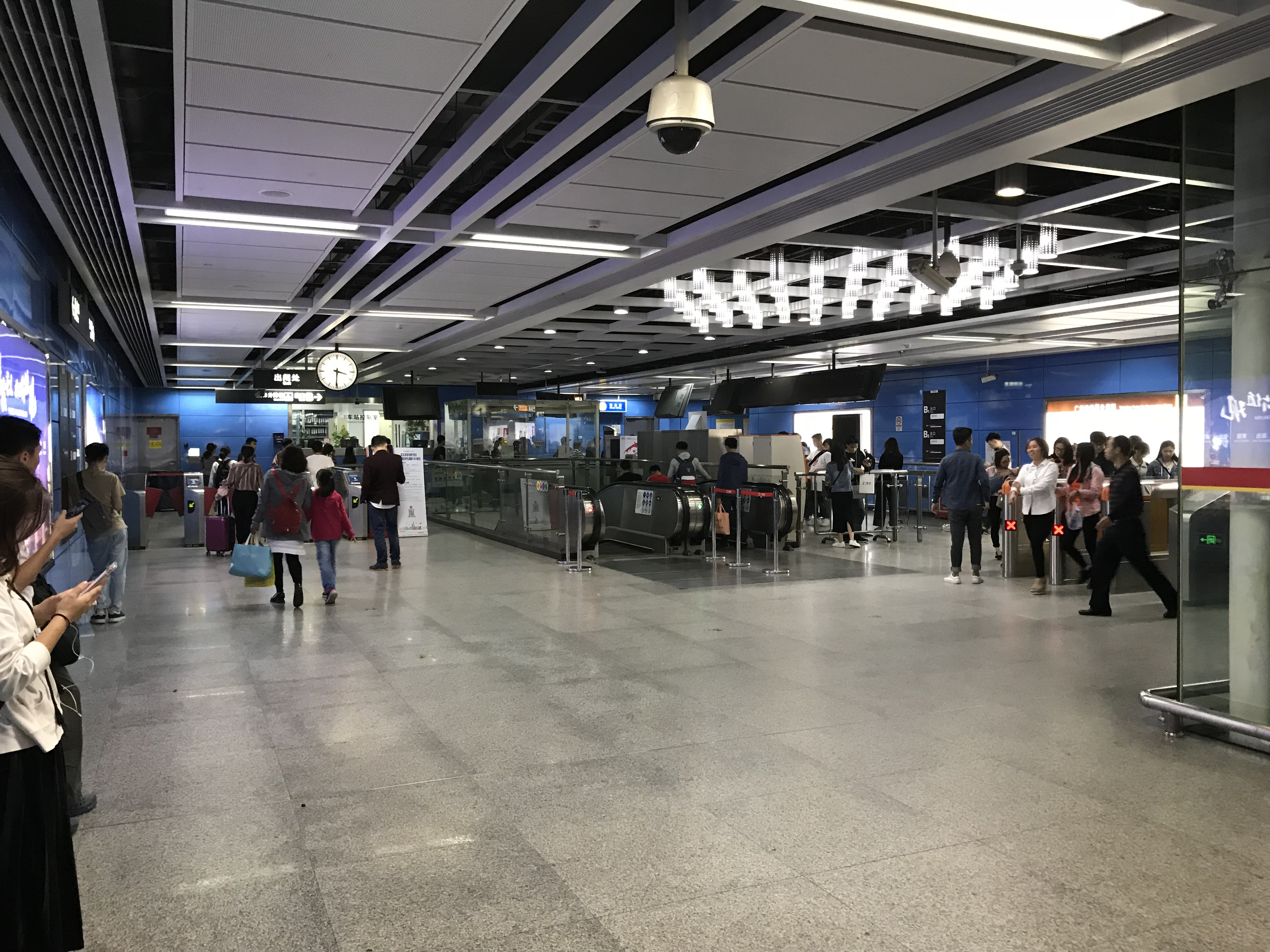
站厅

龙归站站厅設有售票機、自动售卡/充值机、客務中心等设施。同时在非付费区设有便利店、自助售卡/充值机以及好易自助服务机。
为方便行人进出，龙归站站厅东侧被划分为收费区，站厅收费区内设有一台专用电梯、三條扶手电梯以及一组楼梯供乘客往返于站厅与站台。

### 月台
龙归站設有一個島式月台，位於106国道地下。
另外，本站南端設有一條存車線，供停放备用列车。

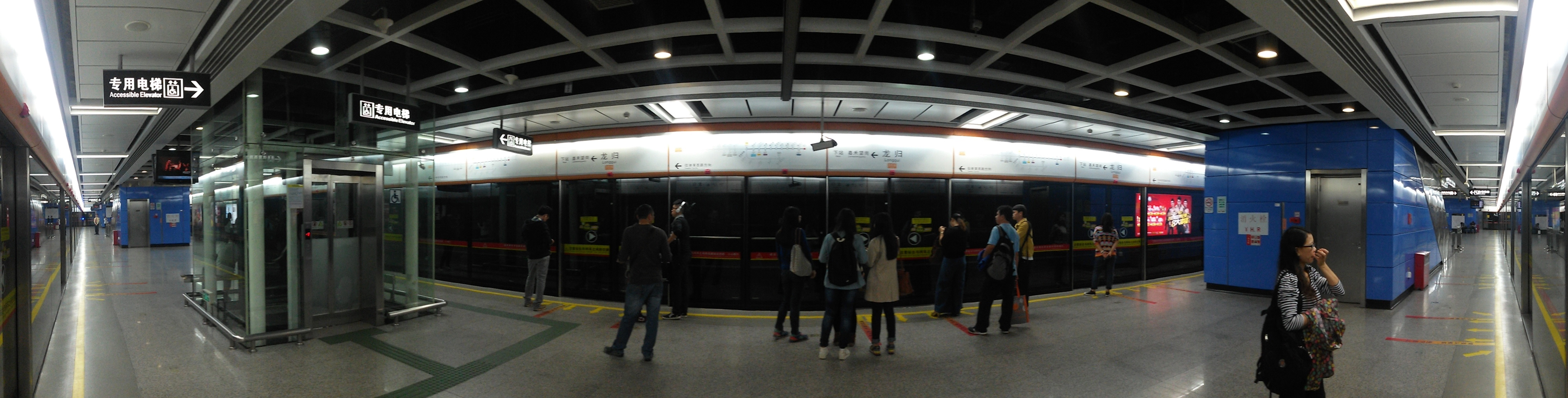
月台全景图（2號月台，摄于2014年11月）

### 出入口
龙归站共设有3个出入口。
|                                                     |                                                           |      |          |                        |
| 編號                                                | 设施                                                      | 照片 | 出口指示 | 建議前往的目的地       |
| A                                                   | 扶手电梯标志                                              |      | 106国道  | 龙归墟公交车站（北行） |
| B1                                                  | 盲道标志 · 轮椅升降台标志 · 无障碍通道标志 · 扶手电梯标志 |      | 106国道  | 地铁龙归站公交总站     |
| B2                                                  | 扶手电梯标志                                              |      | 106国道  | 龙归墟公交车站（南行） |
| 註： 設有 \| 設有 \| 設有輪椅升降台 \| 設有扶手電梯 |                                                           |      |          |                        |

## 接驳交通
龙归站附近设有多个巴士车站，例如车站附近的地铁龙归站总站，以及106国道两侧的龙归墟巴士中途站，均方便乘客转驳巴士前往白云区北部及各地。
| 编号 | 编号 | 线路               | 线路 | 线路                   | 收费 | 备注                     |
| ---- | ---- | ------------------ | ---- | ---------------------- | ---- | ------------------------ |
|      | 427  | 園夏村             | ⇆    | 龙归城（地铁夏良站）   | 2元  |                          |
|      | 510  | 广州白云站公交总站 | ⇆    | 和瑞路                 | 3元  |                          |
|      | 652  | 南岭村             | ⇆    | 江高（广技师白云校区） | 3元  |                          |
|      | 711  | 嘉禾望岗           | ⇆    | 花都推广汽车站         | 3元  |                          |
|      | 751  | 柏塘工业区         | ⇆    | 太和                   | 2元  |                          |
|      | 753  | 蚌湖清河大街       | ⇆    | 嘉禾望岗               | 2元  |                          |
|      | 840  | 广州白云站公交总站 | ⇆    | 人和鹤龙七路           | 3元  |                          |
|      | 夜94 | 广州白云站公交总站 | ⇆    | 人和鹤龙七路           | 4元  | 840路附属线路 20–30分/班 |

| 编号 | 编号 | 线路                   | 线路                   | 线路                   | 收费                   | 备注                               |
| ---- | ---- | ---------------------- | ---------------------- | ---------------------- | ---------------------- | ---------------------------------- |
|      | 728  | 地铁龙归站             | ⇆                      | 良田村委               | 2元                    |                                    |
|      | 735  | 地铁龙归站             | ↺                      | 龙归墟                 | 2元                    |                                    |
|      | 736  | 已于2022年8月7日停办   | 已于2022年8月7日停办   | 已于2022年8月7日停办   | 已于2022年8月7日停办   | 已于2022年8月7日停办               |
|      | 972  | 已于2023年11月26日停办 | 已于2023年11月26日停办 | 已于2023年11月26日停办 | 已于2023年11月26日停办 | 已于2023年11月26日停办             |
|      | 夜86 | 地铁龙归站             | ⇆                      | 太和                   | 3元                    | 经龙归城北、丰泰小区 972路附属线路 |

## 利用情况
龙归站位於龙归以东一帶，周边以多个住宅小区，以及村落和农田为主。另外，龙归站附近有多条巴士线路前往太和镇中心以及龙归以西等地，這些地方的乘客均會利用本站接駁地鐵來往廣州市區。因此本站客流相當可觀，每當節假日期間本站客流更會上升至非常大的水平。
由於3號線客運量日漸增大以及龍歸站客流增長明顯，本站自2016年6月22日開始实施常态化客流控制。目前本站的高峰时间为工作日早上7:30-9:15。

## 历史

### 规划与兴建
在2003年的规划中，本站为機場快線的一个中途站，位置与现时相若；后机场快线并入3号线。在规划初期，本站为高架车站；后由于车站所属区域规划性质变更，三号线北延段全线取消高架路段，本站亦改为地下车站。
3号线北延段于2007年底开工。2010年10月30日，本站随3号线北延段开始运营而启用。自本站开通起，在站厅处曾设有航班查询信息以方便前往机场登机的乘客，数年后该安排中止，相关设备已被拆走。

### 事件
- 2009年5月15日，三号线北延段，在人和至龙归之间的人-龙（三）盾构，施工人员开舱检查时突遇不明气体，造成三人死亡[5]。
- 2012年10月12日9时21分，北延段嘉禾望岗—龙归下行区间隧道遭地面违规钻探打穿隧道，钻管掉落隧道，致使两列列车车头玻璃受损，三号线北延段服务两度受阻[6]。
- 2019年5月28日，曹某因酒后无聊，在广州市白云区龙归地铁站厅内将写有“兹定于6月1日炸平龙归地铁，空口无凭、此书为证。请求广州军区协助完成任务！”的《乘客意见卡》投入该站乘客意见箱内，地铁工作人员发现后向公安机关报警。曹某于2019年5月29日被抓获。2019年11月上旬，广州市白云区人民法院以编造虚假恐怖信息罪，对曹某某判处有期徒刑七个月[7]。
- 受疫情防控措施影响，本站曾于2022年11月21日至27日暂停服务[8][9]。